# Onciale 098
- Papyrus
- Onciale
- Minuscules
- Lectionnaire

Le Codex 098, portant le numéro de référence 098 (Gregory-Aland), α 1025 (Soden), est un manuscrit sur parchemin écrit en écriture grecque onciale.

## Description
Le codex se compose d'une folio. Il est écrit en une colonne, de 24 lignes par colonne. Les dimensions du manuscrit sont 22,2 x 16 cm. Les paléographes datent ce manuscrit du VIIe siècle. C'est un palimpseste, le supérieur texte est l'Iliade. 
C'est un manuscrit contenant le texte incomplet du Deuxième épître aux Corinthiens (11,9-19). 
Le manuscrit a été examiné par Giuseppe Cozza-Luzi.
Texte
Le texte du codex représenté type alexandrin. Kurt Aland le classe en Catégorie I. 
Lieu de conservation
Il est actuellement conservé à la Biblioteca della Badia (Z' a' 24), à Grottaferrata,.